# 上総酒井氏
上総酒井氏（かずさ さかいし）は、戦国時代に現在の千葉県中部にあたる上総国の東金城（現在の東金市）を本拠地として、同国北部を支配した酒井姓の地方領主（国人）である（自ら「上総」を冠してはいない）。

## 概要
初代当主は酒井定隆とされる。
ただし、古文書に登場する酒井氏の初代当主とみられる人物は「酒井清伝」とされる人物であり、清伝を定隆の別名とする説と定隆を架空の人物とする説がある。
定隆の出自については東常縁の副将として下総に下った美濃国土岐氏一門の浜春利の子とする説、三河国の在地領主である三河酒井氏の一門とする説、丹波国多紀郡の酒井氏の支族とする説、藤原秀郷流波多野氏一族の氏族である松田氏の出身とする説、境常秀の子孫とする説などもあるが定かではない。
定隆は長享2年（1488年）、上総の土気城に入り、ついで東金城にも勢力を拡げ、その子孫は土気を拠点とする長男の定治の流と東金を拠点とする三男の隆敏の流とに分かれた。また、具体的な系譜は不明であるものの、大永年間ごろに古河公方足利高基に近侍して土気城に近い上総国市原郡金剛地（現在の千葉県市原市）に所領を与えられ、高基に近かった下総の千葉昌胤から片諱を受けた酒井昌敏（惣四郎）という人物の存在も知られており、土気・東金以外にも酒井氏一族が広がっていた可能性を示している。更に土気の酒井胤治を養子とする説に関連して、昌敏を土気系嫡流に近い人物と推定し、古河公方派であった昌敏の一族（本来の土気酒井氏）が小弓公方足利義明側に滅ぼされた後に小弓公方派にあった庶流の胤治が土気城を獲得した可能性も指摘されている。
また備前松田氏と並んで熱心な法華宗徒領主としても知られており、その領国は「七里法華」と称されて寺院や住民はほとんどが法華宗に改宗させられたと伝えられている。
第一次国府台合戦後、北条氏の影響力が太日河東岸にまで進捗すると、土気、東金の両酒井氏はそれぞれ北条氏と里見氏との間で板ばさみとなっていたが、第二次国府台合戦において土気の酒井胤治は里見氏方に寝返り、敗走する里見軍を援護し北条軍の追撃を阻止した。
以降、たびたび北条氏からの攻撃を受け続け、天正4年（1576年）両酒井氏は北条氏に降伏し、北条氏による東上総の支配が確定的となり、両酒井氏は里見氏に対する備えを担った。
小田原征伐で北条氏が敗北すると所領を失うが、子孫は徳川氏に旗本として仕えた。

## 系図
```
太線は実子、細線は養子。
```

```
 
酒井定隆

　　┣━━━┓
　 
定治
　　
隆敏

　　┃　　　┃
　 
玄治
　　
敏治

　　┃　　　┃
　 
胤治
　　
敏房（胤敏）

　　┃　　　┃
　 
康治
　　
政辰

　　┃　　　┃
　 
重治
　　
政成
```